# Ireland Island
Ireland Island är en ö i Bermuda (Storbritannien).   Den ligger i parishen Sandys, i den västra delen av landet, 6 km nordväst om huvudstaden Hamilton.